# Minoguchi Yusuke
Minoguchi Yusuke (sinh ngày 23 tháng 8 năm 1965) là một cầu thủ bóng đá người Nhật Bản.

## Đội tuyển bóng đá quốc gia Nhật Bản
Minoguchi Yusuke được triệu tập vào đội tuyển Nhật Bản tham dự Cúp bóng đá châu Á 1988.